# 전설의 고향 - 1999년
《전설의 고향 - 1999년》은 1999년 6월 28일부터 1999년 8월 3일까지 KBS 2TV에서 방영된 전설의 고향 시리즈 중 1999년판이다. 평균 시청률는 13.7% (당시 MSK 미디어 서비스 코리아)이다.

## 제1화: 신조(神鳥)

### 개요
- 방영일 : 1999년 6월 28일
- 극　본 : 황성연
- 연　출 : 전기상
- 줄거리 : 신녀 아란설과 신궁무사 을비형의 넋은 신조(神鳥)가 되어 고구려를 지켜주는 수호신이 되었다. 그들의 구국충정은 솟대로 전승되어 오늘까지 이어지고 있다.

### 등장 인물

#### 주요 인물
- 김소희 : 신녀 아란설 역
- 김래원 : 고구려 신궁무사 을비형 역
- 이동준 : 한나라 무열 태자 (구렁이) 역

#### 그 외 인물
- 손호균 : 한나라 무사 역
- 윤지혜 : 한나라 무사 역
- ? : 고구려 태조왕 역

## 제2화: 살아있는 무덤

### 개요
- 방영일 : 1999년 6월 29일
- 극　본 : 김명호
- 연　출 : 고영탁
- 줄거리 : 을씨년스런 달밤, 주모는 암죽을 얻으러온 귀기어린 여인의 모습에 놀란다. 암죽을 얻어간 이 미모의 여인을 쫓아가던 건달들은 처참하게 죽고 여인은 갈라진 무덤속으로 사라진다. 다음날 홍판서의 집에는 험상궂은 무사들이 잔뜩 모여있다. 홍판서의 죽은 막내아들 기두의 스무살 생일이기 때문이다. 그러나 그렇게 불러모은 무사들이 까마귀 형태의 괴인에 의해 맥없이 죽어가는데..

### 등장 인물

#### 주요 인물
- 조은숙 : 기두의 전 부인 역
- 안재모 : 기두 역
- 한인수 : 홍판서 (기두의 아버지) 역
- 임혁 : 월하 (까마귀 악귀) 역

#### 그 외 인물
- 정재순 : 기두의 어머니 역
- 도지영 : 기두의 새 부인 역
- 이애정 (아역)

## 제3화: 진사골의 한

### 개요
- 방영일 : 1999년 7월 5일
- 극　본 : 이수재
- 연　출 : 이강현
- 줄거리 : 비록 진사댁의 몸종이라는 천한 신분이지만 아리따운 용모를 가지고 태어난 분녀. 분녀는 바로 그 용모 때문에 천추의 한을 안고 살아간다. 김진사의 후처인 추부인의 투기로 인해 얼굴을 인두로 지지는 화상을 입게 된 것. 그도 모자라 돌석과의 혼사를 앞둔 어느 날, 분녀는 망나니 하인인 꺽쇠에게 몸을 버리게 되고 돌석에게 결별을 선언한다. 분녀를 이해못한 돌석은 자결을 하고 만다. 하지만 분녀는 이 모든 것 역시 추부인의 투기로 인한 소행임을 알게 되는데..

### 등장 인물

#### 주요 인물
- 이경표 : 추 부인 역
- 이재은 : 분녀 역

#### 그 외 인물
- 박칠용 : 김 진사 역
- 김동석 : 꺽쇠 역
- 이지형
- 김민희 : 화심 (김 진사의 딸) 역
- 김영기
- 고가령 : 화옥 (추 부인의 딸) 역
- 한범희

## 제4화: 열녀문

### 개요
- 방영일 : 1999년 7월 6일
- 극　본 : 홍영희
- 연　출 : 전성홍
- 줄거리 :

### 등장 인물
- 나경미 : 소영 역
- 반효정
- 이원희
- 이기철
- 양세윤
- 김민정
- 이재연
- 이일웅
- 이숙
- 양재원
- 장영주
- 이경실

## 제5화: 호몽

### 개요
- 방영일 : 1999년 7월 12일
- 극　본 :
- 연　출 :
- 줄거리 :

### 등장 인물

#### 주요 인물
- 서인석 : 이 진사 역
- 노현희 : 월례 역
- 서영진 : 칠석 역
- 황은하 : 김씨 부인 역

#### 그 외 인물
- 박영목 : 의원 역
- 최상훈 : 친구 역
- 한태일 : 대장장이 역
- 임영식 : 하인 역
- 신유림 : 무당 역

## 제6화: 오세암(五歲庵)

### 개요
- 방영일 : 1999년 7월 13일
- 극　본 : 이환경
- 연　출 : 이강현
- 줄거리 :

### 등장 인물

#### 주요 인물
- 김영기 : 설정 역
- 맹세창 : 무상 역
- 윤지숙 : 보살 역

#### 그 외 인물
- 김인태 : 큰 스님 역
- 한범희
- 조양자
- 이계영
- 장순국
- 정소희

## 제7화: 구미호

### 개요
- 방영일 : 1999년 7월 19일
- 극　본 : 김지수
- 연　출 : 전기상
- 줄거리 :

### 등장 인물

#### 주요 인물
- 김지영 : 호녀진 / 호녀비 (구미호) 1인 2역
- 최재원 : 갑수 역
- 임혁 : 사냥꾼 역

## 제8화: 재인(才人)의 아내

### 개요
- 방영일 : 1999년 7월 20일
- 극　본 : 김규완
- 연　출 : 고영탁
- 줄거리 : 재인폭포에 대한 전설 이야기

### 등장 인물

#### 주요 인물
- 이상인 : 재인 역
- 신은정 : 섬섬이 역
- 김흥기 : 황 부자 역
- 윤문식 : 재인의 아버지 역

#### 그 외 인물
- 박현정 : 무당 역
- 황범식
- 최상길
- 박다래 (아역) : 어린 섬섬이 역
- 곽정욱 (아역) : 어린 재인 역

## 제9화 ~ 제10화: 깍짓손

### 개요
- 방영일 : 1999년 7월 26일 ~ 1999년 7월 27일
- 극　본 : 최민수
- 윤　색 : 박성진
- 연　출 : 이덕건
- 줄거리 : 400년을 뛰어넘는 인과관계의 흥미로운 내용이 그려지는데, 관광가이드인 정인이 일본인 관광객 쇼지를 만나면서 이상한 일들을 겪는다.
- 특이 사항 : 전생과 현생을 보여줌.

### 등장 인물

#### 주요 인물
- 안연홍 : 전생 / 현생 정인 역
- 이세창 : 전생 / 현생 쇼지 역
- 선우재덕 : 전생 정인의 오빠 / 현생 김 형사 역
- 연규진 : 전생 / 현생 정인의 아버지 역
- 김주영 : 전생 일본 장수 / 현생 출판사 사장 역
- 이은주 : 미쯔오 (쇼지의 애인) 역
- 양영준 : 스님 역

#### 그 외 인물
- 손호균 : 전생 병사 / 현생 가와시마 역

## 제11화: 궁녀

### 개요
- 방영일 : 1999년 8월 2일
- 극　본 : 김지수
- 연　출 : 전성홍
- 줄거리 :

### 등장 인물

#### 주요 인물
- 고은아 : 명아 역
- 김혜경 : 옥섬 역
- 임서연 : 운경 역

#### 그 외 인물
- 김용선 : 조상궁 역
- 조현숙: 항아 역
- 김준모: 김환시 역
- 서갑숙 : 감찰상궁 역

## 제12화: 상사요(相思謠)

### 개요
- 방영일 : 1999년 8월 3일
- 극　본 : 임충
- 윤　색 : 박성진
- 연　출 : 이원익
- 줄거리 :

### 등장 인물

#### 주요 인물
- 박찬환 : 백인옥 역
- 이현경 : 황 낭자 역
- 김성겸 : 김 판서 역
- 최정원 : 이씨 부인 역
- 유선

#### 그 외 인물
- 김서라 : 김 낭자 역
- 신동훈 : 하인 역
- 오승명 : 황 별감 역
- 안성민 : 김생 역
- 홍영자 : 황 낭자의 어머니 역
- 조병곤 : 박 서방 역